# Morne Seychellois
De Morne Seychellois is een kleine berg op Mahé, het grootste eiland van de Seychellen. Het is tevens het hoogste punt van het land en kijkt uit op de hoofdstad Victoria.
De Morne Seychellois ligt sinds 1979 in het grootste nationale park van de Seychellen, het Morne Seychellois National Park.